# Drums Across the River
Drums Across the River (bra: Tambores da Morte) é um filme estadunidense de 1954 do gênero faroeste, dirigido por Nathan Juran e estrelado por Audie Murphy e Walter Brennan.
Terceira e última parceria entre o diretor Juran e Murphy (as anteriores foram Gunsmoke e Tumbleweed), o filme é valorizado pela atuação irritadiça de Brennan e também pela presença de veteranos como Bob Steele, Jay Silverheels (o "Tonto" da série de TV Lone Ranger) e Morris Ankrum.

## Sinopse
Gary Brannon e o pai Sam são rancheiros pacíficos que acabam envolvidos nas maquinações do celerado Frank Walker. Frank deseja o ouro existente no território dos Utes e, para isso, fomenta uma guerra entre brancos e índios. Ele também rouba uma carregamento daquele metal e coloca a culpa em Gary. Agora um fugitivo da Lei, Gary luta para provar sua inocência.

## Elenco
| Ator/Atriz      | Personagem      |
| --------------- | --------------- |
| Audie Murphy    | Gary Brannon    |
| Walter Brennan  | Sam Brannon     |
| Lisa Gaye       | Jennie Marlowe  |
| Lyle Bettger    | Frank Walker    |
| Hugh O'Brian    | Morgan          |
| Mara Corday     | Sue Randolph    |
| Jay Silverheels | Taos            |
| Emile Meyer     | Nathan Marlowe  |
| Regis Toomey    | Xerife Jim Beal |
| Bob Steele      | Billy Costa     |
| Morris Ankrum   | Chefe Ouray     |